# Malý Mikuláš

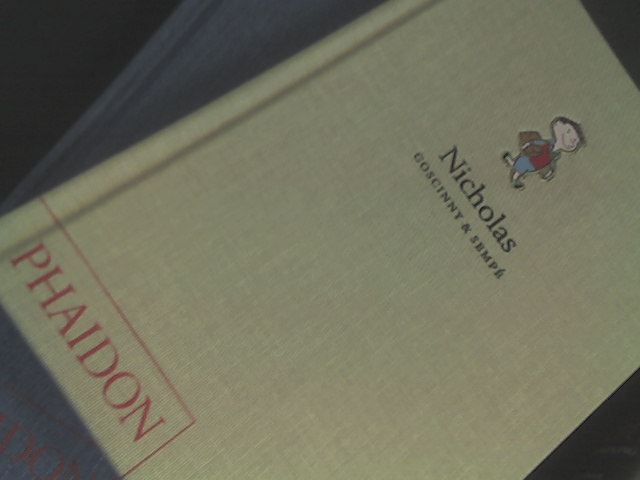
Mikuláš v anglické verzi

Malý Mikuláš (francouzsky Le Petit Nicolas) je francouzská série zábavných povídek pro děti a mládež, kterou v letech  1956 až 1965 napsal René Goscinny a ilustroval Jean-Jacques Sempé. Mikuláš je vyobrazením ideálního dětství a nostalgické vzpomínky na 50. léta 20. století. Hlavními postavami knížky jsou Mikuláš a jeho kamarádi. 

## Popis
Humor knížek vychází z unikátního vypravěčského stylu: dobrodružství malého Mikuláše jsou vyprávěna v první osobě samotným Mikulášem. Na jedné straně jsou knihy parodií vyprávěcích zlozvyků malých dětí, například když autor často používá nekonečných souvětí a používá egocentrický, naivní pohled na svět. Na druhé straně představují dospělí terče humoru, když přímočarý a nekomplikovaný pohled dětského vypravěče odhaluje jejich chyby. Rozvratný prvek v Malém Mikulášovi z něj tudíž dělá příklad moderní dětské literatury, která je více soustředěná na zážitky dětí než na interpretaci světa z pohledu dospělých.

## Postavy

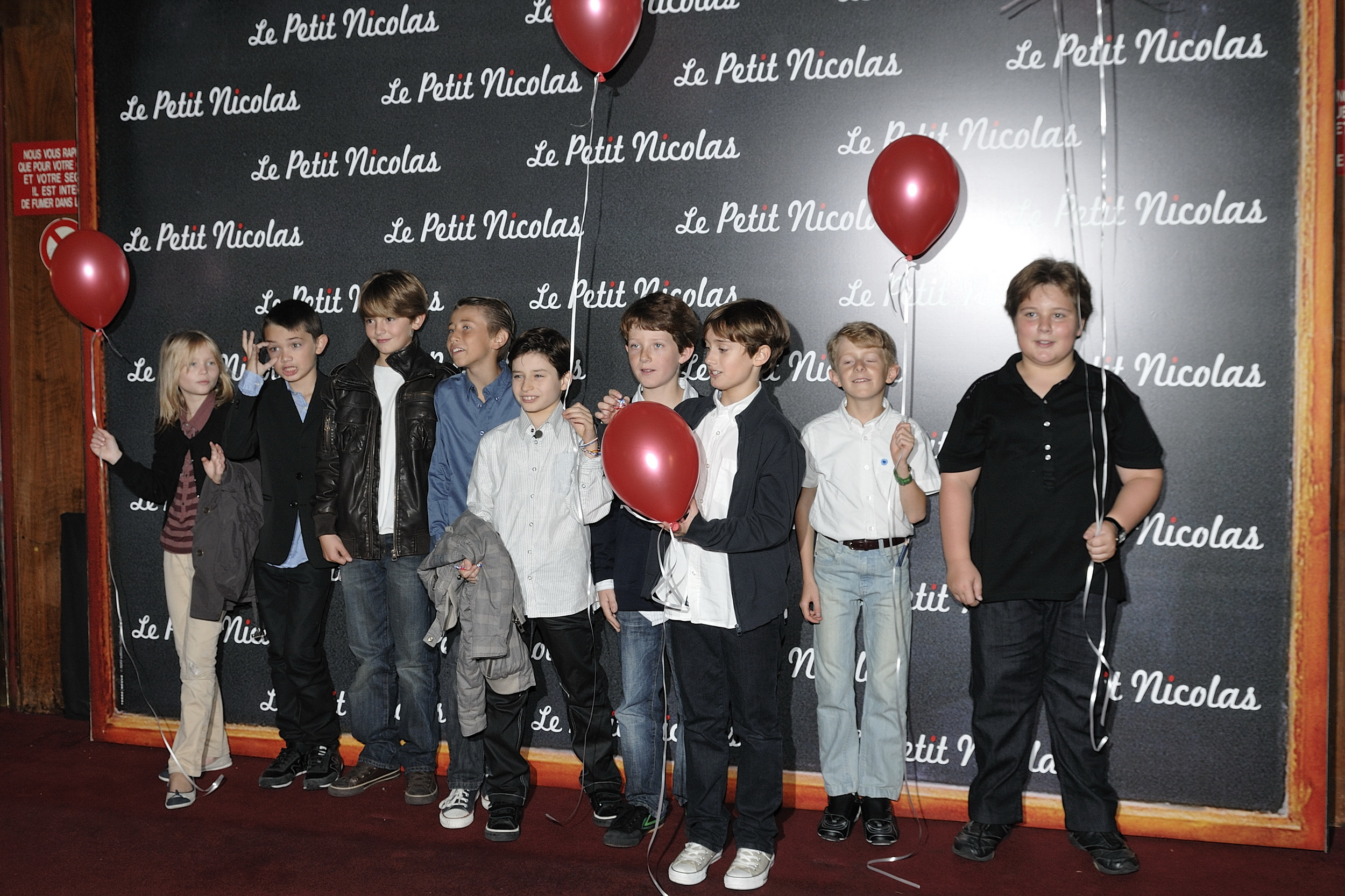
Mikuláš a jeho přátelé z filmu Mikulášovy patálie

Hlavní postavy knih (původní francouzská jména kurzívou):
- Mikuláš (Nicolas) (hlavní postava): Je citlivý a oddaný opravdovým hodnotám jako přátelství, láska k rodičům a smysl pro spravedlnost.
- Kryšpín (Clotaire): „Je nejhorší ve třídě. Když je vyvolán k tabuli, nemá z přestávky vůbec nic, protože nikdy nic neví a tak stojí na hanbě.“
- Vendelín (Alceste): Mikulášův nejlepší přítel. „Je velmi tlustý, má mastné ruce a jí od rána do večera.“
- Albín (Eudes): „Je velmi silný a rád bouchá kamarády do nosu.“
- Augustýn (Geoffroy): „Jeho tatínek je velmi bohatý a koupí mu vše, nač si vzpomene.“
- Celestýn (Agnan): „Nejlepší žák ze třídy a mazánek paní učitelky, a proto ho nikdo nemá rád. A ještě k tomu má brýle a tím pádem ho nemůžeme praštit do nosu, kdy se nám zachce.“
- Jáchym (Joachim): „Má malého brášku, a nejraději ze všeho hraje kuličky.“
- Fridolín (Maixent): „Běhá velmi rychle, protože má dlouhé nohy.“
- Viktorín (Rufus): „Má policejní píšťalku, protože tatínek je policejní strážník.“
- Marie Hedvika (Marie-Edwige): „Je velmi krásná, ale kluci se nesmí dozvědět, že se mi líbí, protože by ze mě měli děsnou srandu.“
- Lojzička (Louisette): Dcera přítelkyně Mikulášovy maminky, Mikuláš si ji chce vzít za ženu.
- Rex (Rex): Pes, kterého Mikuláš našel a chtěl si ho nechat. Jeho skutečné jméno je Kiki.
- Durda: Je Mikulášův soused a neustále se z legrace pře s Mikulášovým tatínkem.
- Polívka (Bouillon): Školní dozorce, který je velice přísný a rád rozdává tresty a zkazí nám každou zábavu.
- Pankrác: Mikulášův nejlepší kamarád z prázdnin v hotelu Krásná Vyhlídka.
- Servác: To je vám číslo! Neustále brečí.
- Bonifác: Je namyšlený a myslí si, že je hrozně chytrý což nám jde na nervy.
- Ignác: Sní na co přijde.
- Horác: Je Angličan a jezdí s rodiči do Francie na prázdniny, protože v jejich zemi neznají slunce.
- Pafnuc: Mikulášův kamarád, který bydlí v hotelu s rodiči natrvalo.
- Češpivo: Je nový dohlížitel, o moc mladší než Polívka.
- Pan Compani: Majitel Companiho hokynářství nedaleko Mikulášova domu

Další postavy jsou zejména Mikulášovi rodiče, učitelé ve škole a soused pan Durda. Jejich učitelka je pracovitá a miluje děti, ačkoliv ji obvykle dohánějí k šílenství. Cholerický dohlížitel ve škole pan Dubon má přezdívku „Polívka“.
Když Mikuláš jede do tábora na prázdniny, je nucen spolu s ostatními dětmi k odpočinku. Vychovatel se rozhodne jim vyprávět příběh o „kalifovi, který byl velmi dobrý muž, ale měl velmi zlého vezíra...“, který je předehrou ke Goscinnyho budoucím komiksovým sériím Iznogoud. Dohlížitel vypráví o tom, jak kalif se obleče jako obyčejný muž, aby zjistil, co si lidé o něm myslí, a vezír zaujme jeho místo.

## Francouzské vydání
S více než 10 milióny prodaných výtisků ve více než 30 zemích se Mikuláš stal jednou z nejznámějších francouzských ikon ve světě.
Anne Goscinny, dcera René Goscinnyho, nedávno objevila a shromáždila mnoho původních, dříve nevydaných příběhů, které byly následně vydány v letech 2004 a 2006. Ve Francii bylo prodáno 1 milión výtisků těchto nových příběhů a dosahují velký úspěch také i v zahraničí.

## Česká vydání
Příběhy malého Mikuláše byly československé veřejnosti poprvé představeny v šedesátých letech v časopise Ohníček, kde byly zveřejňovány po řadu ročníků na pokračování, dokud je tam roku 1968 nenahradil pokus o jejich variaci Boříkovy lapálie od dvojice Renčín a Steklač. V knize se u nás prvně objevily jako Mikulášovy patálie (Albatros, 1970), následovalo druhé vydání v roce 1973, dále třetí vydání z roku 1985 a poslední čtvrté v roce 1995. Jednalo se o výběr příběhů ze všech původních knih. Stejně tak druhá kniha Mikulášovy prázdniny, která poprvé vyšla v roce 1981 a podruhé v roce 1993 v nakladatelství Albatros, byla překladem původní knihy Les Vacances du Petit Nicolas, k níž byly ještě přidány vybrané povídky ze všech ostatních knih.
Ve slovenštině kniha poprvé vyšla pod názvem Mikulášove šibalstvá v roce 1978.
První samostatné knihy založené pouze na překladech originálních verzí vydalo nakladatelství BB art v roce 1997.
Všechny knihy do češtiny přeložila Tamara Sýkorová-Řezáčová.

### Tabulka
| České vydání knih                                         | České vydání knih                                    | České vydání knih |
| Francouzský název                                         | Český název                                          | Rok vydání        |
| --------------------------------------------------------- | ---------------------------------------------------- | ----------------- |
| Le Petit Nicolas                                          | Malý Mikuláš                                         | 1997              |
| Les Récrés du petit Nicolas                               | Mikulášovy přestávky                                 | 1997              |
| Les Vacances du Petit Nicolas                             | Mikulášovy prázdniny                                 | 1981 a 1997       |
| Le Petit Nicolas et les copains                           | Mikuláš a jeho přátelé                               | 1997              |
| Le petit Nicolas a des ennuis                             | Mikulášovy průšvihy                                  | 1997              |
| Histoires inédites du Petit Nicolas                       | Nové Mikulášovy patálie – Návrat z prázdnin          | 2005              |
| Histoires inédites du Petit Nicolas                       | Nové Mikulášovy patálie – Sváteční oběd              | 2006              |
| Histoires inédites du Petit Nicolas                       | Nové Mikulášovy patálie – Bezvadný vtip              | 2006              |
| Histoires inédites du Petit Nicolas                       | Nové Mikulášovy průšvihy – Dopis Ježíškovi           | 2007              |
| Histoires inédites du Petit Nicolas                       | Nové Mikulášovy průšvihy – Polívka nemá rád zmrzlinu | 2008              |
| Le Petit Nicolas – Le ballon et autres histoires inédites | Malý Mikuláš – Červený balónek a jiné příběhy        | 2011              |

### Diáře
Kromě standardních knih vychází od roku 2008 diáře:
- Diář malého Mikuláše 2009
- Diář malého Mikuláše 2010

## Filmové adaptace

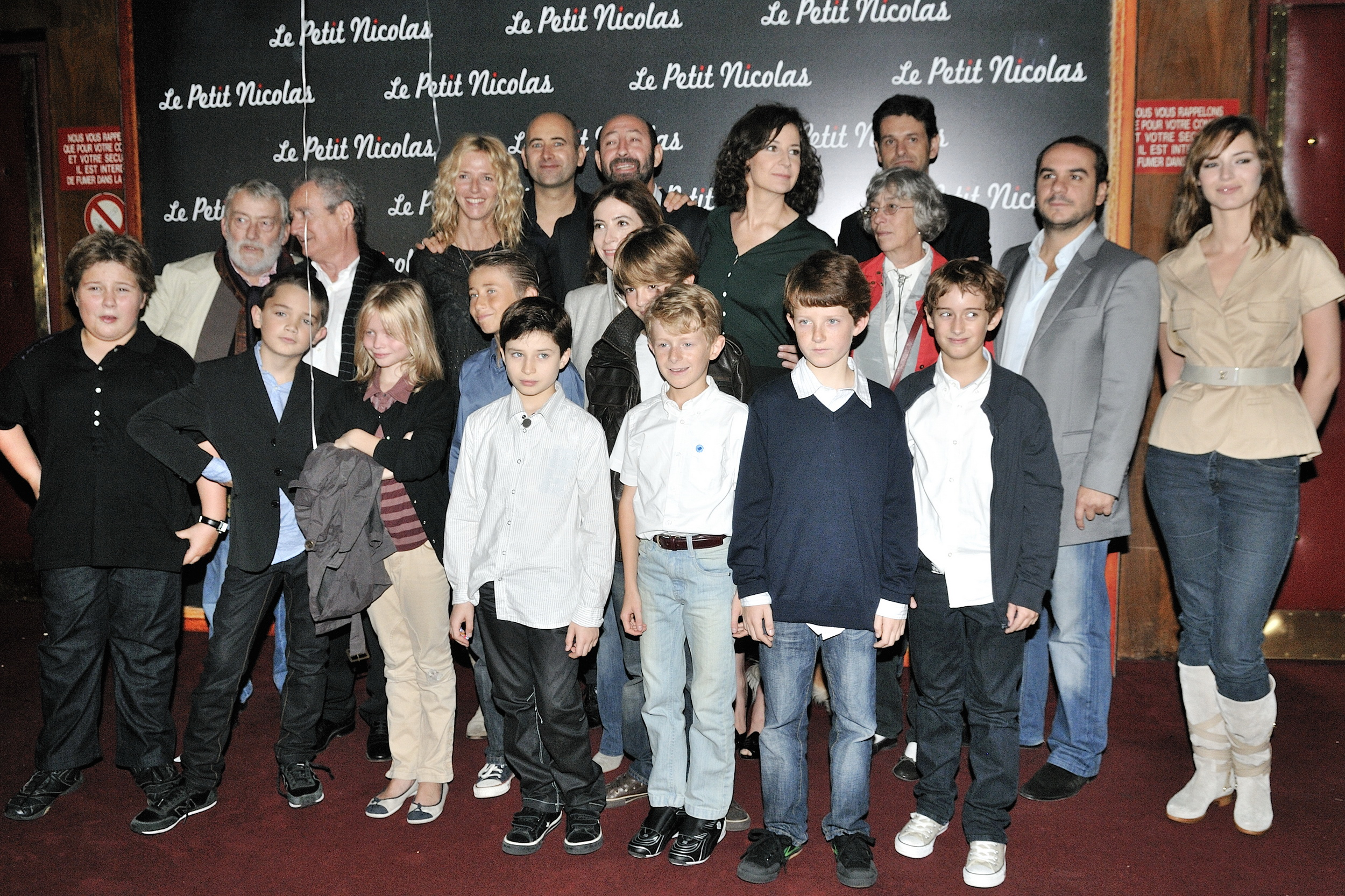
Herci z filmu Mikulášovy patálie

Hraný film s názvem Mikulášovy patálie (Le Petit Nicolas) byl do kin uveden poprvé ve Francii a Belgii dne 30. září 2009, v Česku pak 10. prosince 2009. Pak bylo v roce 2014 uvedeno pokračování tohoto filmu s názvem Mikulášovy patálie na prázdninách (Les Vacances du petit Nicolas).
Ve Francii také existuje 3D animovaný seriál Le Petit Nicolas, který má 52 epizod po 13 minutách.
V roce 2022 vznikl animovaný film s názvem Mikulášovy patálie: Jak to celé začalo (Le Petit Nicolas: Qu'est-ce qu'on attend pour être heureux?).